# Dave Callaham
Dave Callaham, né David Callaham le 24 octobre 1977 à Fresno, est un scénariste américain.

## Biographie

### Jeunesse et vie privée
David Callaham naît le 24 octobre 1977 à Fresno en Californie. Il est le fils de Lee Hsu et Michael Callaham. Il a un frère, Gregory. Il a des origines chinoises par sa mère,.
Il étudie à l'université du Michigan et en sort diplômé en 1999,.
En 2009, Dave Callaham épouse Bree Tichy. Ils ont un enfant. Il est ceinture marron en 10th Planet Jiu-Jitsu, une variante du jiu-jitsu brésilien créée par Eddie Bravo (en).

### Carrière
Après avoir lu un article sur la vie des scénaristes de séries TV à Hollywood dans Penthouse, il décide avec un ami de déménager à Los Angeles pour y écrire des comédies. Dave Callaham travaille un temps chez Creative Artists Agency.
Il écrit son premier scénario, Doom, d'après la série de jeux vidéo du même nom. Le scénariste présente son travail deux ans plus tard. Le film, réalisé Andrzej Bartkowiak, sortira fin 2005 sur les écrans. Entre-temps, il développe le scénario Barrow pour Warner Bros., un film d'action sur des mercenaires qui deviendra plus tard Expendables : Unité spéciale réalisé par Sylvester Stallone, qui retravaille également le script. Dave Callaham sera crédité pour la création des personnages et de l'histoire.
En 2010, Legendary Pictures l'engage pour écrire une ébauche de script pour un nouveau film Godzilla. Réalisé par Gareth Edwards, le film sortira en 2014. Seul Max Borenstein est crédité au générique comme scénariste, Dave Callaham n'est crédité que comme auteur de l'histoire d'origine.
En 2014, il officie comme script doctor sur Ant-Man des studios Marvel. En 2019, il coécrit Retour à Zombieland (Zombieland: Double Tap) de Ruben Fleischer pour Sony. Il décrit également Jackpot pour Focus Features et America : Le Film pour Netflix,.
En octobre 2016, Universal Pictures le charge de réécrire le film le loup-garou The Wolf Man pour leur univers Dark Universe. En septembre 2017, il participe, avec Patty Jenkins et Geoff Johns, à l'écriture de Wonder Woman 1984.
En novembre 2018, Sony Pictures Animation l'engage pour écrire le scénario de la suite du film d'animation Spider-Man: New Generation. Marvel Studios fait ensuite appel à lui pour écrire le premier film mettant en scène le super-héros chinois Shang-Chi. Shang-Chi et la Légende des Dix Anneaux sort à l'été 2021.
En avril 2020, Dave Callaham est choisi par Walt Disney Pictures pour écrire le remake en prise de vues réelles de Hercule (1997).

## Filmographie
Sauf indication contraire, les informations mentionnées dans cette section peuvent être confirmées par la base de données cinématographiques IMDb,  présente dans la section « Liens externes ».
- 2004 : David Callaham: Writer Reel (court métrage) de Chris McCaleb
- 2005 : Doom d'Andrzej Bartkowiak
- 2009 : Les Cavaliers de l'Apocalypse (Horsemen) de Jonas Åkerlund
- 2009 : Transplantation (Tell Tale) de Michael Cuesta (également producteur)
- 2010 : Expendables : Unité spéciale (The Expendables) de Sylvester Stallone
- 2014 : Godzilla de Gareth Edwards (crédité comme auteur de l'histoire uniquement)
- 2016-2017 : Jean-Claude Van Johnson (série TV) - 2 épisodes (également créateur et producteur)
- 2019 : Retour à Zombieland (Zombieland: Double Tap) de Ruben Fleischer
- 2020 : Wonder Woman 1984 de Patty Jenkins
- 2021 : Mortal Kombat de Simon McQuoid
- 2021 : America : Le Film (America: The Motion Picture) de Matt Thompson (également producteur)
- 2021 : Shang-Chi et la Légende des Dix Anneaux (Shang-Chi and the Legend of the Ten Rings) de Destin Daniel Cretton
- 2023 : Spider-Man : Across the Spider-Verse de Joaquim Dos Santos, Kemp Powers et Justin K. Thompson
- 2024 : Spider-Man: Beyond the Spider-Verse de Joaquim Dos Santos, Kemp Powers et Justin K. Thompson